# Chanson wallonne
 (mai 2025).
La  chanson wallonne est un ensemble de genres de compositions musicales en langue wallonne dont les plus anciennes connues datent du XVIIe siècle.

## Histoire

### Des noëls anonymes
Les plus anciens chants en langue wallonne qui ont été conservés sont des noëls, un genre importé en Wallonie depuis la France. Une cinquantaine d'œuvres sont documentées, issues essentiellement du nord-est de l'aire linguistique wallonne,. Selon Maurice Delbouille, ces noëls peuvent être attribués à des clercs des  XVIIe et XVIIIe siècles et se rattachent au répertoire du vaudeville français, qui subit toutefois des altérations lors de ces reprises.

### Les premiers chanteurs connus
À Namur, le premier compositeur de chansons dont le nom a été conservé par la tradition est Jean-Charles Benoît (wa) (1707-1784), dit le « Sergent Benoît ». Sergent de ville (agent de police) de profession, il est l'auteur de nombreuses chansons, dont la plus connue est Les Housards (« les hussards »). Leur premier interprète est un portefaix surnommé Carême,.
À Liège, vers la moitié du XIXe siècle, plusieurs chansonniers forains se disputent le titre de « Béranger liégeois », comme l'ancien tailleur Joseph Mousset (wa), dit Hasserz, et le chaudronnier Jean-Joseph Dehin (wa).

#### Chansons d'étrennes
Parmi les premières chansons imprimées figurent des feuilles volantes offertes en échange d'étrennes lors de la présentations des vœux de bonne année de certains corps de métier. À Namur, les chansons des « allumeus d'lampes » (« allumeurs de réverbères ») et des « cwarneux do chestia » (« corneurs [guetteurs] de la citadelle ») sont parmi les plus connues.
Félix Rousseau date de 1793 la plus ancienne feuille conservée des « réverbéristes » et note qu'elles font le choix de la chanson en langue wallonne à partir de 1833. Les airs sont alors empruntés à La clé du Caveau, qui parait en 1811. Quant aux textes, plusieurs furent composés par Charles Wérotte et son entourage. Julien Colson (wa) a notamment écrit dans ce cadre des chansons d'actualité, qui font le bilan de l'année écoulée et abordent des questions de société.

#### Sociétés chantantes
Au XIXe siècle, plusieurs sociétés chantantes se forment en Wallonie. La société Royale Moncrabeau est fondée en 1843 à Namur, le Royal Caveau Liégeois en 1872 à Liège et le Caveau Verviétois en 1878 à Verviers. Ces sociétés jouent un rôle important dans le développement de l'intérêt du public bourgeois pour la chanson en langue wallonne.

### La vogue du lyrisme

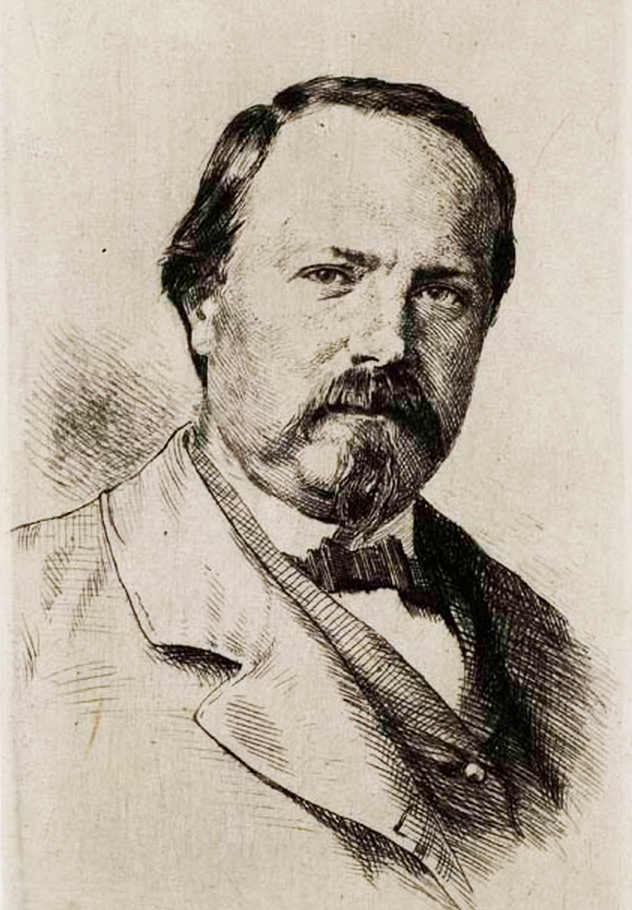
Nicolas Defrêcheux, l'auteur de Lèyîz-m' plorer (gravure par Adrien de Witte).

En 1854, Nicolas Defrêcheux écrit la chanson Lèyîz-m' plorer. Publiée par le Journal de Liège, elle obtient un succès immédiat, si bien qu'il s'écoule, en l'espace de trois années, 12 000 exemplaires du tiré à part. Cet évènement fait l'effet d'un « coup de tonnerre » : « pour la première fois, la langue wallonne n'est plus le véhicule d'anecdotes, de satires ou d'événements historiques, mais bien le véhicule de sentiments. » Ce style est rapidement imité par d'autres auteurs, qui vont ainsi explorer les veines du lyrisme et du sentimentalisme. 
Parmi les auteurs associés à cette veine, citons Jacques Bertrand, dont la chanson Sintèz come èm´ coeûr bat (wa) (1865) a également connu une postérité importante, ainsi que Émile Wiket (wa) (Li p'tit banc (wa), 1899) et Joseph Vrindts. La mode est telle qu'elle suscite par ailleurs des œuvres maladroites, que la critique classe sous le terme de lèyîz-m’ plorisme.

### La musique de variétés
Au XXe siècle, alors que la mode des sociétés chantantes décroit, la chanson wallonne investit le music-hall. C'est la vogue de la musique de variétés, qui s'accompagne de grands succès populaires. Bob Dechamps, qui enchaine les chansons et les sketchs durant ses spectacles, est l'artiste emblématique du genre. Des chanteuses à succès comme Tohama ou Édith Piaf reprennent alors des classiques wallons comme Lèyîz-m' plorer, qui ont les faveurs du public.

### Renouveau et diversification
La chanson wallonne connait un renouveau dans les années 1970, sous l'influence de Julos Beaucarne notamment. Considéré comme le « porte drapeau de la chanson wallonne », il est imité par des artistes comme Jacques Lefebvre (wa), Jean-Claude Watrin et Bruno Picard (wa).
Vers la même époque, la vogue des radios libres contribue aussi à la diffusion de la chanson en langue wallonne. Des artistes comme Henri Golan bénéficient alors de ce contexte favorable.
Dans les années qui suivent, des artistes wallonophones vont expérimenter une variété de genres musicaux : le jazz (Guy Cabay), le blues (Elmore D), la country (William Dunker), le rock (Compost Binde (wa), Les Slugs), le punk rock (René Binamé), le slam (Marcel Slangen (wa))…

Quelques chanteurs wallonophones notables
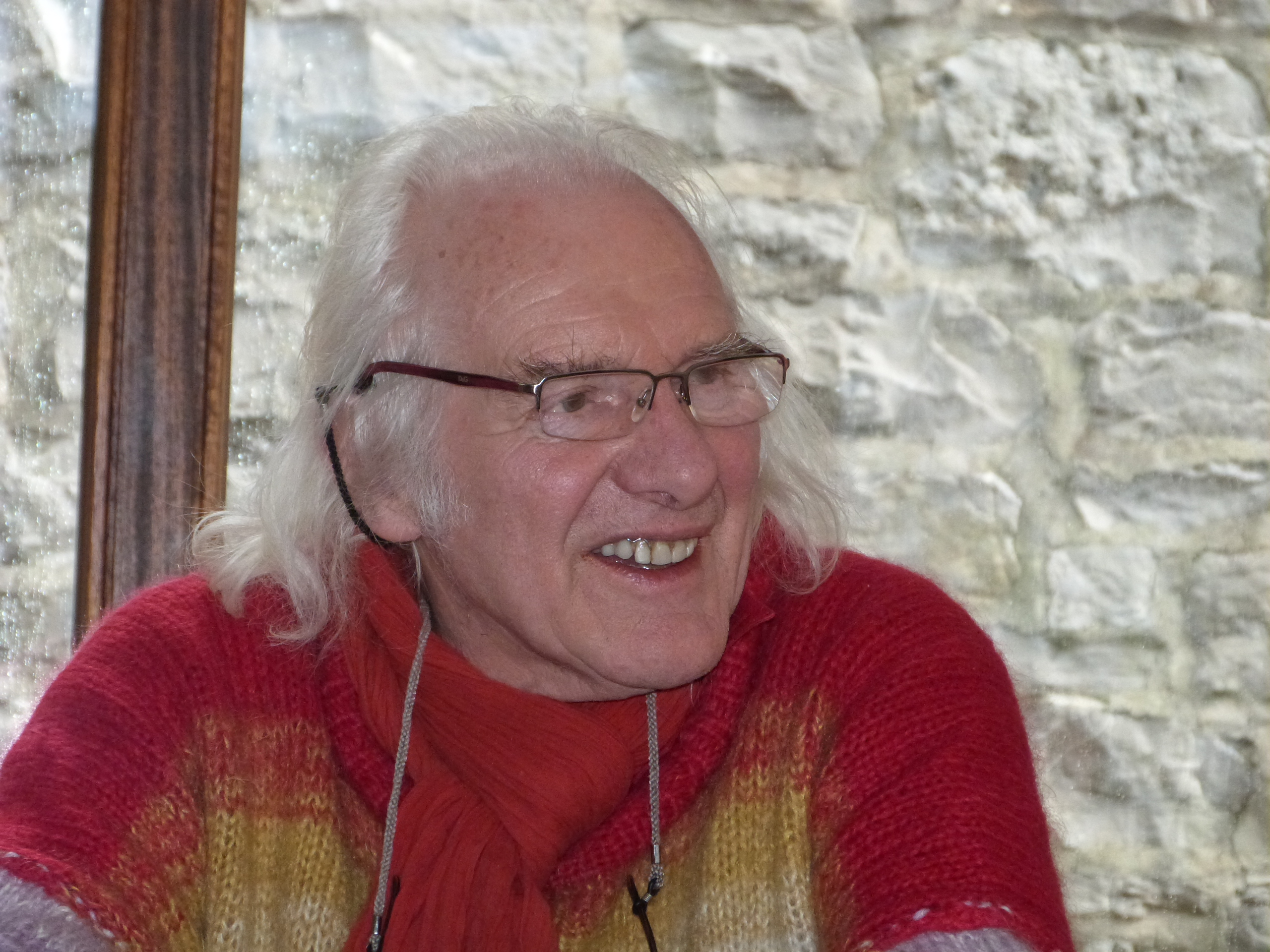
Julos Beaucarne (1936-2021).
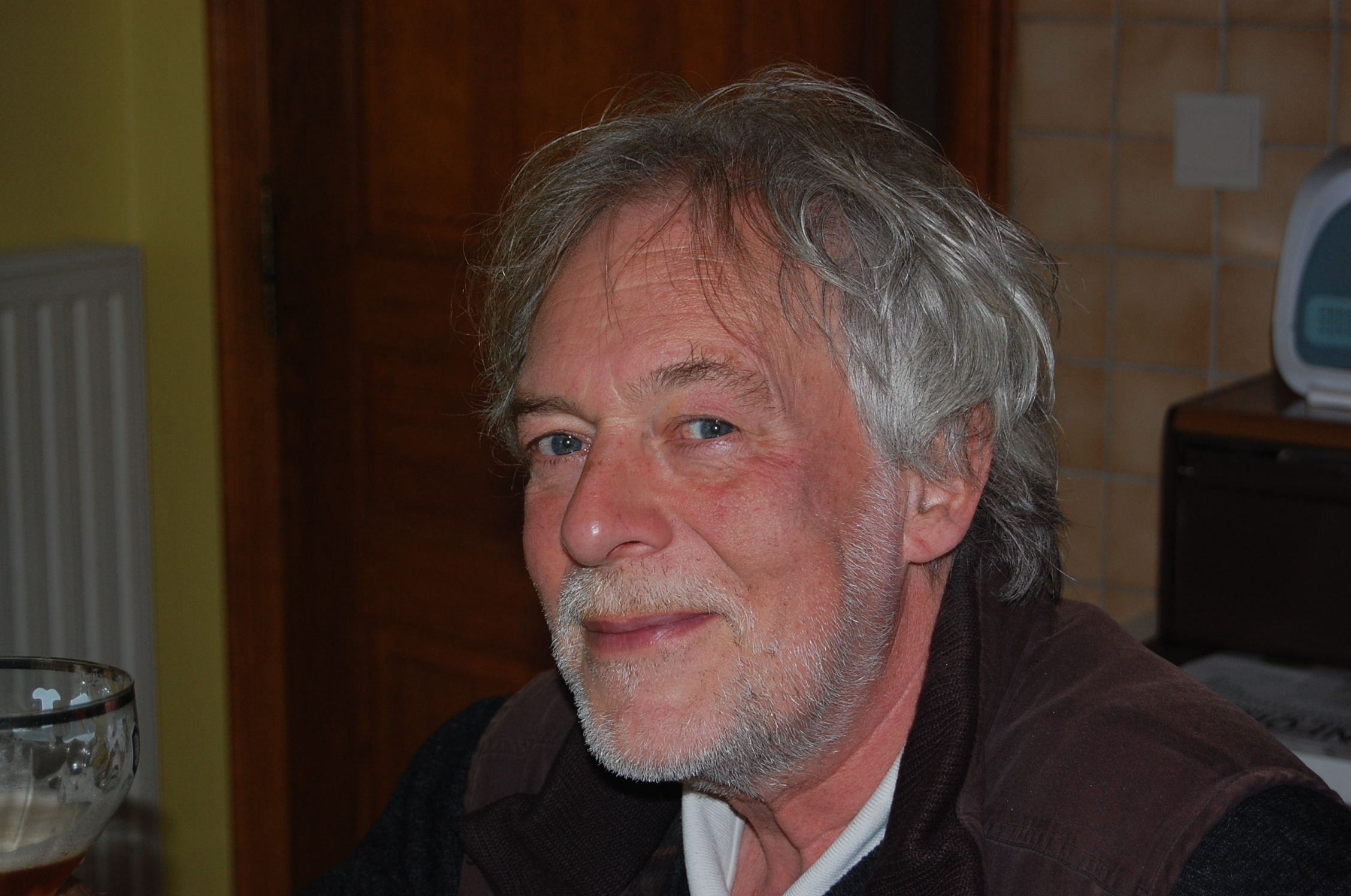
Bruno Picard (wa).
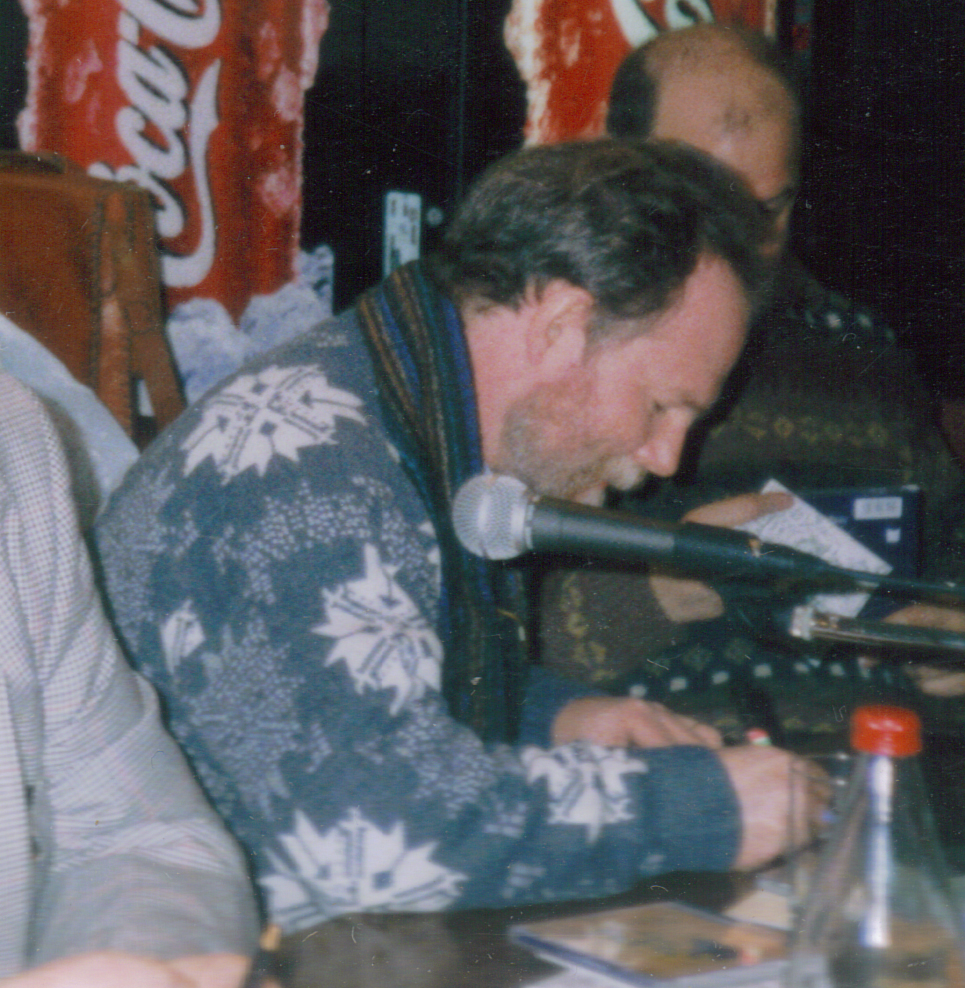
Guy Cabay.
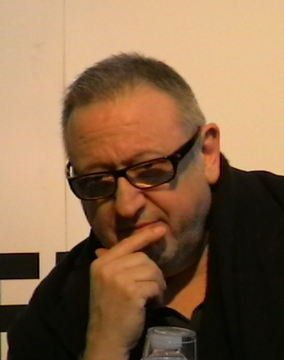
Elmore D.
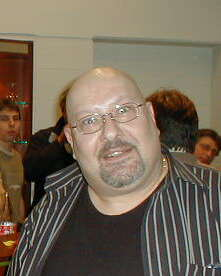
William Dunker (1959-2023).

#### Concours de la chanson
Plusieurs concours sont successivement organisés pour encourager l'émergence d'artistes d'expression régionale en Wallonie.
D'abord réservé aux chanteurs liégeois, le Grand Prix de la chanson wallonne est organisé pour la première fois en 1967 par José Georges, un producteur de la Radio-télévision belge de la Communauté française. Il s'agit alors d'un concours radiophonique qui couronne, les années paires, des compositions et, les années impaires, des interprètes.
À partir de 1974, le concours obtient une diffusion nationale en télévision. L'organisation est alors reprise par la productrice Françoise Lempereur (wa), qui l'ouvre dès 1975 à des artistes issus de toute la Wallonie. Le prix est alors attribué à plusieurs artistes de premier plan : Philippe Anciaux en 1976, Jean-Claude Watrin en 1977, Daniel Barbez (wa) en 1978…
À partir de 1979, l'organisation du prix est confiée à la région d'origine du lauréat précédent. En 1980, la coordination est reprise par Guy Fontaine, qui prend la décision, en 1985, de rapatrier le concours à Liège. Il s'interrompt en 1987, avec le départ de Fontaine, mais est réinstauré en 1992, à Nivelles. Il est alors porté, non plus par le centre de production de Liège, mais par celui de Charleroi. L'Union Culturelle Wallonne et la Société belge des auteurs, compositeurs et éditeurs collaborent aussi à son organisation.
En 1998, le Grand Prix de la chanson wallonne est remplacé par un Festival de la chanson wallonne coorganisé par l'Union Culturelle Wallonne et VivaCité. Ce dernier disparait à son tour en 2014.
En 2025, le comité coordinateur de la Fête aux langues de Wallonie et le cercle littéraire dialectal Lès Rèlîs Namurwès décident d'organiser un Tremplin pour la chanson en langue régionale, conçu pour pallier l'absence de grand prix depuis plusieurs années[source insuffisante]. Celui-ci se tient le 24 mai 2025 à Namur.

## Liste de chansons wallonnes

### Chansons en wallon central
- Nameur li djolie
- Si voye volti
- Les klokes
- Li vix clotchi d' Saint-Djean
- Emerance
- Li carion d' Saint Auboin
- Li Bia Bouquet

### Chansons en wallon occidental
- La P'tite Gayole
- Lolotte
- El Quézenne au Mambourg
- El ducale du Bos
- Skeudjè L'feû, Zabelle
- Ele mindjeut des buloques
- A ! l' djeu d' bale
- Martchand d' lokes
- Toudis su l'voye
- Djan Pinson
- Monsieu del Bourlote
- Vive Djan Djan

### Chansons en wallon oriental
- Ah! K'il èst bê, mu p'tit viyèdje[16]
- Bê viyèdje d'One[17]
- Harbouya[16]
- Lèyîz-m' plorer
- Lès djonnès fèyes[16]
- Lès dj'vôs galopants[16]
- Li payizan d'Tîleû[16]
- Li p'tit banc
- Lu fôre du Sint-Djâke[16]
- Lu Marihâ[16]
- Lu ptite Martchande du Lèssèt[16]
- Mame
- Mu bounome èsteût si malâde[16]
- Mu curèye[16]
- Pocwè n'av nin v'ni[16]
- Quénès complications[16]
- Y'a m'pêre ki m'a marié[16]